# Karl Krticzka von Jaden

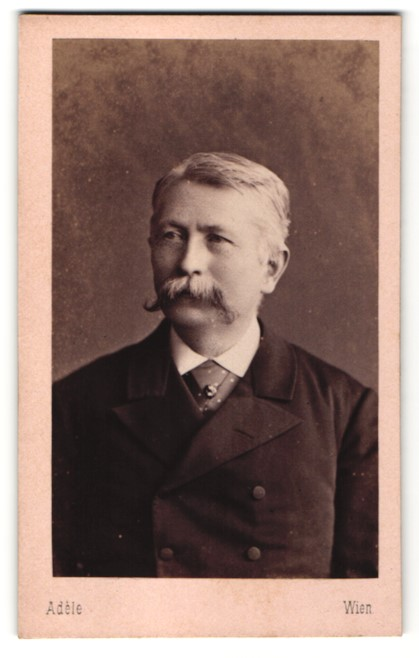
Karl Krticzka Ritter von Jaden, Porträt von Adèle

Karl Krticzka Ritter von Jaden (* 19. Mai 1824 in Prag; † 17. November 1885 in Wien) war von 1882 bis 1885 als Polizeipräsident Leiter der k.k. Polizeidirektion in Wien.

## Leben
Krticzka von Jaden, Sohn des  Karl Krticzka von Jaden und der Franziska Lego (1792–1831) wurde 1845 Konzeptspraktikant der nieder-österreichischen Regierung, bevor er Konzeptsadjunkt der Bezirks-Hauptmannschaft in Hietzing wurde. Nach Stationen als Komitats-Kommissär in Trencsin und Pressburg versetzte man ihn 1861 zur nieder-österreichischen Statthalterei. 1868 wurde er Bezirks-Hauptmann in Sechshaus, 1870 Statthalterei-Rat. 1882 wurde ihm der Titel Hofrat verliehen und man übertrug ihm die Polizei-Direktion in Wien. Im Juni 1882 wurde er zum Polizeipräsidenten ernannt.
Die Jadengasse im 15. Wiener Gemeindebezirk Rudolfsheim-Fünfhaus ist nach ihm benannt. 
Er war ein Onkel des Juristen und Schriftstellers Hans Krticzka von Jaden. Karl Krticzka von Jaden wurde in einem Grab auf dem Friedhof Heiligenstadt bestattet.

## Auszeichnungen
- Ritterkreuz des königlich hannoverschen Guelphen-Ordens
- Komtur 1. Klasse des königlich norwegischen Sankt-Olav-Ordens
- Ritterkreuz des Ordens der Eisernen Krone III. Klasse
- Großkreuz des kaiserlich russischen Sankt-Stanislaus-Ordens
- Großoffizier des königlich serbischen Takovo-Ordens
- Ritterkreuz des päpstlichen Gregorius-Ordens
- 1882 – Komturkreuz des Franz-Joseph-Ordens
- 1882 – Hofrat
- Ehrenbürger von Rudolfsheim